# Rainy Lake Trail
Le Rainy Lake Trail est un sentier du comté de Chelan, dans l'État de Washington, aux États-Unis. Il est classé National Recreation Trail depuis 1977.